# موابا فالي
موابا فالي (بالإنجليزية: Moapa Valley)‏ موابا فالي هي بلدة غير مدخلة  ومكان مخصص للتعداد في مقاطعة كلارك في ولاية نيفادا الأمريكية. بلغ عدد سكانها 6,924 نسمة حسب تعداد عام 2010.  الوادي الذي يقع فيه المجتمع، ويسمى أيضا موابا فالي، يبلغ طوله حوالي 40 ميلا (64 كم) ويمتد تقريبا من الشمال الغربي إلى الجنوب الشرقي.

## الموقع الجغرافي
الموقع الجغرافي للمناطق المحيطة بهذه النقطة هو كالتالي: